# ألفريد يوجين برادلي
ألفريد يوجين برادلي (25 نوفمبر 1864 - 17 ديسمبر 1922) جراح خدم في القوات البرية للولايات المتحدة. شغل منصب رئيس الجراحين في المقر العام لقوات المشاة الأمريكية خلال الحرب العالمية الأولى.

## حياتة المبكرة وتعليمة
ولد برادلي في جيمستاون (نيويورك) تخرج من كلية جيفرسون الطبية، في فيلادلفيا، في عام 1887. تدرب برادلي في مستشفى فيلادلفيا من 1887 إلى 1888. في 4 أكتوبر 1887، تزوج زوجته، ليتيتيا فوليت.

## مهنتة العسكرية
تم تعيين برادلي جراح مساعد في جيش الولايات المتحدة في 29 أكتوبر 1888. شارك في حملة بين ريدج من 1890 و 1891. تمت ترقيته برادلي إلى نقيب مساعد جراح، في 29 أكتوبر 1893. شغل منصب كبير وكان جراح لواء خلال الحرب الأمريكية الإسبانية.
في الفترة من 1898 إلى 1899، أمر قائد السفينة أوس ريليف التي أبحرت حول العالم من نيويورك إلى سان فرانسيسكو. وفي 10 نوفمبر 1899، خرج من الخدمة التطوعية. تمت ترقية برادلي إلى الفيلق الطبي الرئيسي في 1 يناير 1902.
من 1911 إلى 1913 تمت ترقية برادلي إلى عقيد، الفيلق الطبي، في 1 يوليو 1916، ومن مايو 1916 إلى يوليو 1917 كان مراقبا مع البريطانيين في السفارة الأمريكية في لندن. في 5 أغسطس 1917، تم ترقيته برادلي إلى عميد وأصبح رئيس العمليات بالنيابة في المقر العام (AEF)، في تشومون، فرنسا. حصل على وسام الخدمة المتميز. بعد أن عانى من مشاكل في الرئة، وجد أنه عاجز جسديا، وخرج من الجيش الوطني في 28 يونيو 1918. تقاعد برادلي من القوات البرية للولايات المتحدة في 13 مارس 1920.

## ميداليات
تلقى برادلي ميدالية الخدمة المتميزة في الحرب العالمية الأولى «كجراح كبير، أعطى قصار جهده والتفاني الفردي لواجب التخطيط وتنظيم عمل الإدارة الطبية في فرنسا خلال فترة محفوفة بالصعوبات لا توصف، وكان إلى حد كبير نظرا لبصيرته الناجحة من تلك الإدارة عندما طلب منه تلبية المطالب التي قدمت له في وقت لاحق وهي إدارة الحرب، الأمر العام رقم 12، 17 يناير 1919».

## موته
بعد تقاعده من الجيش، كتب برادلي للمجلات الطبية من منزله. توفي برادلي في 17 ديسمبر 1922 في مونتجومري، ألاباما، في سن الثامنة والخمسين.
عقدت أوراقه من قبل معهد القوات المسلحة، مكتبة الكونغرس، وكلية وليام وماري.

## فهرس
- Davis, Henry Blaine. Generals in Khaki. Raleigh, NC: Pentland Press, 1998. (ردمك 1571970886) 231779136
- Marquis Who's Who, Inc. Who Was Who in American History, the Military. Chicago: Marquis Who's Who, 1975. (ردمك 0837932017) 657162692

## وصلات خارجية
- Alfred Eugene Bradley at Find a Grave